# محمد نجيب
اللواء محمد بك نجيب يوسف قطب القشلان (19 فبراير 1901 – 28 أغسطس 1984) هو سياسي وعسكري مصري، شغل منصب أول رئيس لجمهورية مصر بعد إنهاء الملكية وإعلان الجمهورية في 18 يونيو 1953، كما يعد قائد ثورة 23 يوليو 1952 التي انتهت بعزل الملك فاروق ورحيله عن مصر. تولى منصب رئيس الوزراء في مصر خلال الفترة من 8 مارس 1954 حتى 18 أبريل 1954، وتولى أيضًا منصب القائد العام للقوات المسلحة المصرية ثم وزير الحربية عام 1952.
ولد محمد نجيب بالسودان، والتحق بـكلية غردون ثم بالمدرسة الحربية وتخرج فيها عام 1918، ثم التحق بالحرس الملكي عام 1923. حصل على ليسانس الحقوق في عام 1927 وكان أول ضابط في الجيش المصري يحصل عليها. حصل على دبلوم الدراسات العليا في الاقتصاد السياسي عام 1929 ودبلوم آخر في الدراسات العليا في القانون الخاص عام 1931.
رقي إلى رتبة اليوزباشي (نقيب) في ديسمبر 1931 ونقل إلى سلاح الحدود عام 1934 في العريش، ثم أصبح ضمن اللجنة التي أشرفت على تنظيم الجيش المصري في الخرطوم بعد معاهدة 1936، وقد أسس مجلة الجيش المصري عام 1937 ورقي لرتبة الصاغ (رائد) في 6 مايو 1938. قدم محمد نجيب استقالته عقب حادث 4 فبراير 1942 الذي حاصرت فيه الدبابات البريطانية قصر الملك فاروق لإجباره على إعادة مصطفى النحاس إلى رئاسة الوزراء، وقد جاءت استقالته احتجاجاً لأنه لم يتمكن من حماية ملكه الذي أقسم له يمين الولاء، إلا أن المسؤولين في قصر عابدين شكروه بامتنان ورفضوا قبول استقالته. رقي إلى رتبة القائمقام (عقيد) في يونيو 1944. وفي تلك السنة عين حاكماً إقليمياً لسيناء، وفي عام 1947 كان مسؤولا عن مدافع الماكينة في العريش. ورقي لرتبة الأميرالاي (عميد) عام 1948.
شارك في حرب فلسطين عام 1948 وأصيب 7 مرات، فمنح نجمة فؤاد العسكرية الأولى تقديراً لشجاعته بالإضافة إلى رتبة البكوية، وعقب الحرب عين مديرا لمدرسة الضباط، وتعرف على تنظيم الضباط الأحرار من خلال الصاغ عبد الحكيم عامر، وفي 23 يوليو عام 1952 نفذت الحركة خطة يوليو والتي سميت بالحركة التصحيحية وانتهت بتنازل الملك فاروق عن العرش لوريثه ومغادرة البلاد، وفي عام 1953 أصبح نجيب أول رئيس للبلاد بعد إنهاء الملكية وإعلان الجمهورية.
أعلن مبادئ الثورة الستة، وحدد الملكية الزراعية، لكنه كان على خلاف مع ضباط مجلس قيادة الثورة بسبب رغبته في إرجاع الجيش لثكناته وعودة الحياة النيابية المدنية، ونتيجة لذلك قدم استقالته في فبراير، ثم عاد مرة ثانية بعد أزمة مارس، لكن في 14 نوفمبر 1954 أجبره مجلس قيادة الثورة على الاستقالة، ووضعه تحت الإقامة الجبرية مع أسرته في قصر زينب الوكيل بعيداً عن الحياة السياسية ومنع أي زيارات له، حتى عام 1971 حينما قرر الرئيس السادات إنهاء الإقامة الجبرية المفروضة عليه، لكنه ظل ممنوعاً من الظهور الإعلامي حتى وفاته في 28 أغسطس 1984.
بالرغم من الدور السياسي والتاريخي البارز لمحمد نجيب، إلا أنه بعد الإطاحة به من الرئاسة شُطب اسمه من الوثائق وكافة السجلات والكتب ومنع ظهوره أو ظهور اسمه تماما طوال ثلاثين عاماً حتى اعتقد الكثير من المصريين أنه قد توفي، وكان يذكر في الوثائق والكتب أن عبد الناصر هو أول رئيس لمصر، واستمر هذا الأمر حتى أواخر الثمانينيات عندما عاد اسمه للظهور من جديد وأعيدت الأوسمة لأسرته، وأطلق اسمه على بعض المنشآت والشوارع، منحت عائلته قلادة النيل العظمى في عام 2013.

## النشأة

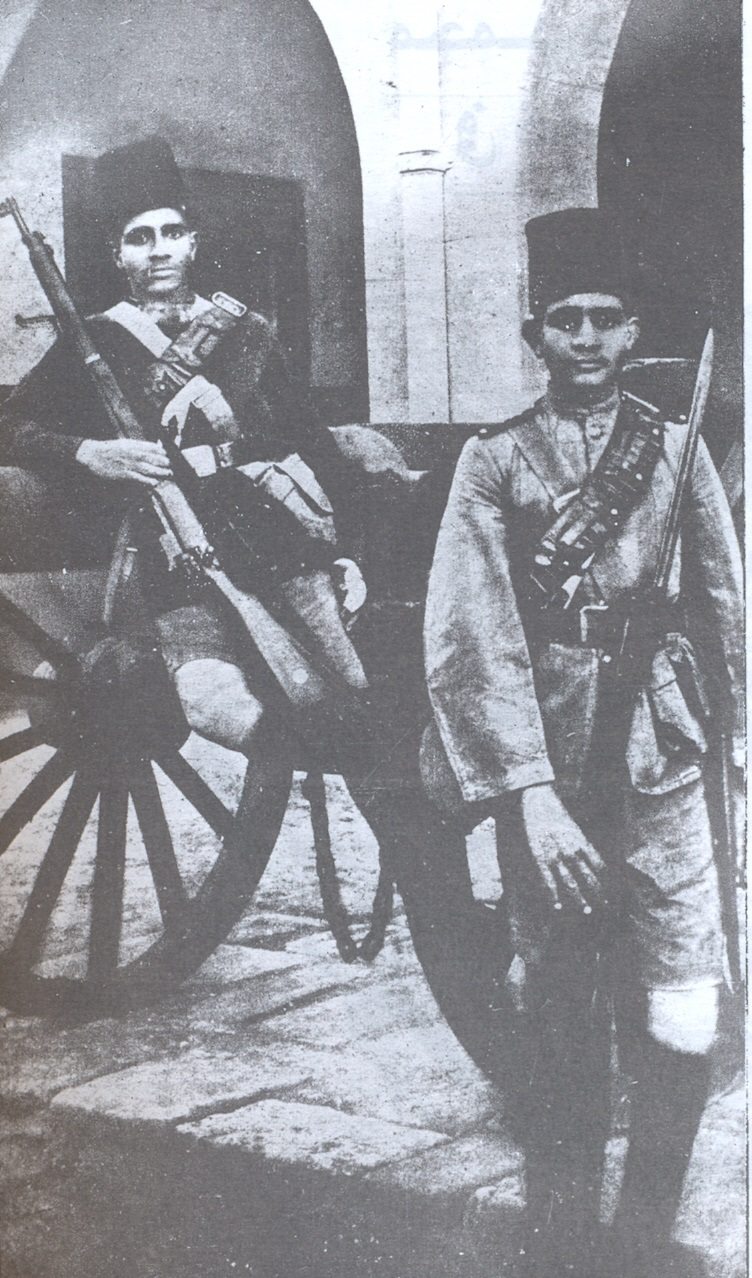
صورة محمد نجيب مع أخيه

وُلد محمد نجيب بالسودان بساقية أبو العلا بالخرطوم، لأب مصري وأم مصرية سودانية الأصل اسمها «زهرة محمد عثمان»، اسمه الكامل محمد نجيب يوسف قطب القشلان، يوجد تضارب حول تاريخ ميلاده، حيث أن التاريخ الرسمي لدى التسنين الذي قام به الجيش هو 19 فبراير 1901، وعادة لا يكون دقيقاً، أما في مذكراته، فقد ذكر أن أحد كبار عائلته قال له أنه ولد قبل أحد أقربائه بأربعين يوماً، وبالحساب وجد أن تاريخ ميلاده هو 7 يوليو 1902.
بدأ والده يوسف نجيب حياته مزارعاً في قريته النحارية مركز كفر الزيات بمحافظة الغربية في مصر، وهي بجوار قرية إبيار الشهيرة. ثم التحق بالمدرسة الحربية وتفوق فيها، وبعد تخرجه شارك في حملات استرجاع السودان 1898، تزوج يوسف نجيب من سودانية اسمها سيدة محمد حمزة الشريف وأنجب منها ابنه الأول عباس ثم طلقها، وبعدها تزوج من السيدة «زهرة» ابنة الأميرالاي محمد بك عثمان في عام 1900 وهو ضابط مصري تعيش أسرته في أم درمان واستشهد في إحدى المعارك ضد الثورة المهدية، وقد أنجب يوسف من السيدة زهرة ثلاثة أبناء هم محمد نجيب وعلي نجيب ومحمود نجيب، وأنجب أيضاً ستة بنات. عندما بلغ محمد نجيب 13 عاماً توفي والده، تاركاً وراءه أسرة مكونة من عشرة أفراد، فأحس بالمسؤولية مبكراً، ولم يكن أمامه إلا الاجتهاد في كلية جوردن حتى يتخرج سريعاً.

## حياته

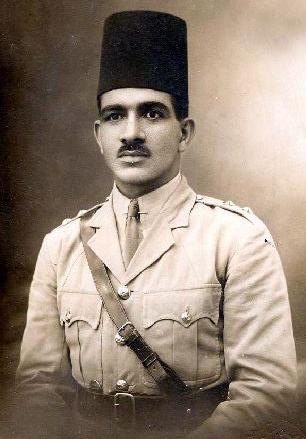
الرئيس محمد نجيب في المدرسة الحربية

تلقى محمد نجيب تعليمه بمدينة ود مدني عام 1905 حيث حفظ القرآن الكريم وتعلم مبادئ القراءة والكتابة، انتقل والده إلى وادي حلفا عام 1908 فالتحق بالمدرسة الابتدائية هناك، ثم التحق بكلية الغوردون عام 1913.
يقول محمد نجيب في مذكراته: «كنت طالباً في السنة الثانية بالكلية 1914 وجاء المستر سمبسون، مدرس اللغة الإنجليزية، ليملي علينا قطعة إملاء جاء فيها: أن مصر يحكمها البريطانيون، فلم يعجبني ذلك. وتوقفت عن الكتابة. ونهضت واقفاً وقلت له: لا يا سيدي مصر تحتلها بريطانيا فقط ولكنها مستقلة داخلياً وتابعة لتركيا، فثار المدرس الإنجليزي وغضب وأصر على أن أذهب أمامه إلى مكتبه وأمر بجلدي عشر جلدات على ظهري واستسلمت للعقوبة المؤلمة دون أن أتحرك أو أفتح فمي».
بعد أن تخرج من الكلية التحق بمعهد الأبحاث الاستوائية لكي يتدرب على الآلة الكاتبة تمهيداً للعمل كمترجم براتب ثلاثة جنيهات شهرياً، وبعد التخرج لم يقتنع بما حققه وأصر على دخول الكلية الحربية في القاهرة.
التحق بالكلية الحربية في مصر في أبريل عام 1917 وتخرج فيها في 23 يناير 1918، ثم سافر إلى السودان في 19 فبراير 1918. وفي نفس سن والده التحق بذات الكتيبة المصرية التي كان يعمل بها والده ليبدأ حياته كضابط في الجيش المصري بالكتيبة 17 مشاة.
ومع قيام ثورة 1919 أصر على المشاركة فيها على الرغم من مخالفة ذلك لقواعد الجيش، فسافر إلى القاهرة وجلس على سلالم بيت الأمة حاملاً علم مصر وبجواره مجموعة من الضباط الصغار. ثم انتقل إلى سلاح الفرسان فيشندي. وقد ألغيت الكتيبة التي يخدم فيها، فانتقل إلى فرقة العربة الغربية بالقاهرة عام 1921.
حصل على شهادة الكفاءة، ودخل مدرسة البوليس لمدة شهرين، واحتك بمختلف فئات الشعب المصري، وتخرج وخدم في أقسام عابدين، مصر القديمة، بولاق، حلوان. عاد مرة أخرى إلى السودان عام 1922 مع الفرقة 13 السودانية وخدم في واو وفي بحر الغزال، ثم انتقل إلى وحدة مدافع الماكينة في ملكال.
انتقل بعد ذلك إلى الحرس الملكي بالقاهرة في 28 أبريل 1923، ثم انتقل إلى الفرقة الثامنة بالمعادي بسبب تأييده للمناضلين السودانيين، حصل على شهادة الباكلوريا عام 1923، والتحق بكلية الحقوق، ورقي إلى رتبة ملازم أول عام 1924، وكان يجيد اللغات الإنجليزية والفرنسية والإيطالية والألمانية وذكر في مذكراته انه تعلم العبرية أيضاً، ورغم مسؤوليته فقد كان شغوفاً بالعلم.

محمد نجيب في سلاح الحدود

كان محمد نجيب أول ضابط في الجيش المصري يحصل على ليسانس الحقوق في عام 1927، ودبلوم الدراسات العليا في الاقتصاد السياسي عام 1929 ودبلوم آخر في الدراسات العليا في القانون الخاص عام 1931 وبدأ في إعداد رسالة الدكتوراه ولكن طبيعة عمله العسكري، وكثرة تنقلاته حالا دون إتمامها.
تعلم محمد نجيب في عام 1929 درساً من مصطفى النحاس، حين أصدر الملك فؤاد قراره بحل البرلمان لأن أغلبية أعضائه كانوا من حزب الوفد الذي كان دائم الاصطدام بالملك فتخفى في ملابس خادم نوبي، وقفز فوق سطح منزل مصطفى النحاس، وعرض عليه تدخل الجيش لإجبار الملك على احترام رأي الشعب، لكن النحاس قال له: أنأ أفضل أن يكون الجيش بعيداً عن السياسة، وأن تكون الأمة هي مصدر السلطات، كان درساً هاماً تعلم من خلاله الكثير حول ضرورة فصل السلطات واحترام الحياة النيابية الديمقراطية، وهو الدرس الذي أراد تطبيقه بعد ذلك عام 1954.
رقي إلى رتبة يوزباشي (نقيب) في ديسمبر 1931، ونقل إلى السلاح الحدود عام 1934، ثم انتقل إلى العريش. كان ضمن اللجنة التي أشرفت على تنظيم الجيش المصري في الخرطوم بعد معاهدة 1936 ثم أسس مجلة الجيش المصري عام 1937 ورقي لرتبة الصاغ (رائد) في 6 مايو 1938، ورفض في ذلك العام القيام بتدريبات عسكرية مشتركة مع الإنجليز في مرسى مطروح.
عقب حادث 4 فبراير 1942 وهو الحادث الذي حاصرت خلاله الدبابات البريطانية قصر الملك فاروق لإجباره على إعادة مصطفى النحاس إلى رئاسة الوزراء أو أن يتنازل عن العرش. غضب محمد نجيب وكان وقتها برتبة صاغ (رائد) وذهب إلى حد تقديم استقالته احتجاجاً وغضباً لأنه لم يتمكن من حماية ملكه الذي أقسم له يمين الولاء، وقد شكر المسؤولون في قصر عابدين مشاعره ورفضوا تسلم استقالته. رقي إلى رتبة قائمقام (عقيد) في يونيو 1944، وفي تلك السنة عين حاكماً إقليمياً لسيناء، وفي عام 1947 كان مسؤولا عن مدافع الماكينة في العريش، ورقي لرتبة الأميرالاي (عميد) عام 1948.

## مشاركته في حرب فلسطين 1948

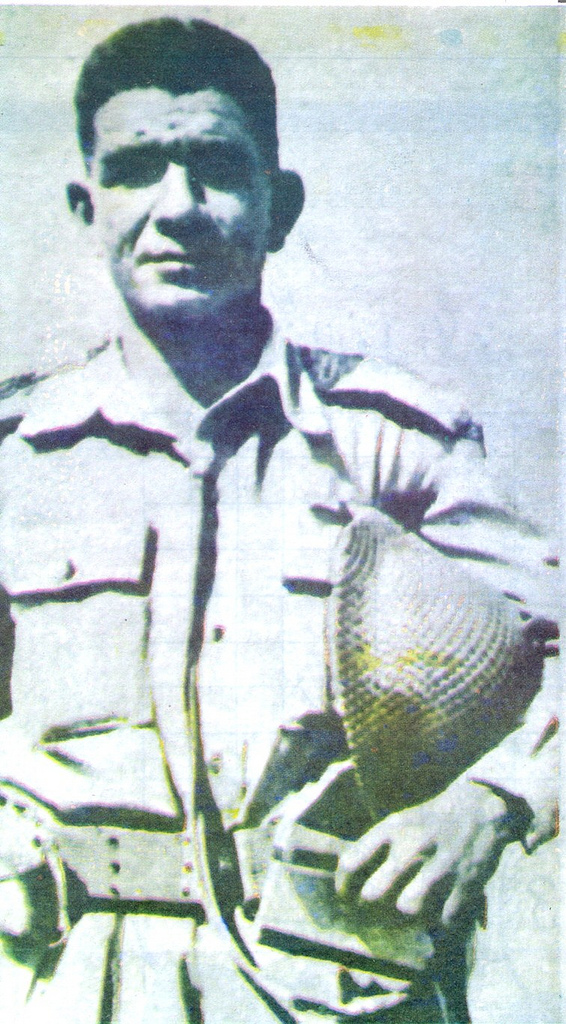
محمد نجيب أثناء حرب فلسطين 1948

كانت بداية معرفة محمد نجيب على المستوى الشعبي، وعلى مستوى الجيش المصري، في أثناء مشاركته في حرب 1948، ورغم رتبته الكبيرة (عميد) كان على رأس صفوف قواته، اذ أصيب في هذه الحرب 7 سبع مرات كانت ثلاثة منها إصابات خطيرة « لذلك تم وضع شارة بالرقم ( 3 ) على بدلته العسكرية الرسمية»، وكانت أخطرها الإصابة الثالثة والأخيرة في معركة التبه 86 في ديسمبر 1948، حيث أصيب برصاصات أثناء محاولته إنقاذ أحد جنوده عندما تعطلت دباباته، وكانت إصابة نجيب شديدة حيث استقرت الرصاصات على بعد عدة سنتيمترات من قلبه، وحينما اختبأ خلف شجرة وجد الدم يتفجر من صدره، وكتب وصيته لأولاده قال فيها «تذكروا يا أبنائي أن أباكم مات بشرف. وكانت رغبته الأخيرة أن ينتقم من الهزيمة في فلسطين ويجاهد لوحدة وادي النيل.
عندما نقل إلى المستشفى اعتقد الأطباء أنه استشهد، ودخل اليوزباشي صلاح الدين شريف لإلقاء نظرة الوادع على جسده فنزع الغطاء وسقطت دمعة على وجه محمد نجيب وتحققت المعجزة فقد تحركت عيناه فجأة فأدرك الأطباء أنه لا يزال على قيد الحياة وأسرعوا بإسعافه، وقتها حصل على « نجمة فؤاد العسكرية الأولى» تقديراً لشجاعته في هذه المعركة مع منحه لقب البكوية فقد كان أول ضابط مصري يقود ما يربو على الفيلق بمفرده.

## انضمامه لحركة الضباط الأحرار
عاد نجيب إلى القاهرة بعد حرب 1948 قائدا لمدرسة الضباط العظام، وتيقن أن العدو الرئيسي ليس في اليهود وبقدر ما هم هؤلاء الرجال الذين يرتكبون خلف ظهورنا الآثام والموبقات يطعنون شرفهم بما يرتكبون من حماقات، وكان يردد دائمًا أن المعركة الحقيقة في مصر وليست في فلسطين، ولا يتردد أن يقول هذا الكلام أمام من يثق فيهم من الضباط، وفي فترة من الفترات كان الصاغ عبد الحكيم عامر أركان حرب للواء محمد نجيب، ويبدو أن كلام محمد نجيب عن الفساد في القاهرة قد أثر فيه فذهب إلى صديقه جمال عبد الناصر وقال له كما روى عامر لنجيب بعد ذلك: لقد عثرت في اللواء محمد نجيب على كنز عظيم.

كان جمال عبد الناصر قد بدأ في تشكيل تنظيم الضباط الأحرار منذ عام 1949، حيث تسببت هزيمة فلسطين في بث حالة من السخط والرغبة في القضاء على الإقطاع والفساد الداخلي وإنشاء جيش قوي، مع الالتزام في نظامه بالسرية المطلقة، كان التنظيم يريد ان يقوده أحد الضباط الكبار لكي يحصل التنظيم على تأييد باقي الضباط، وبالفعل عرض عبد الناصر الأمر على محمد نجيب فوافق على الفور. 

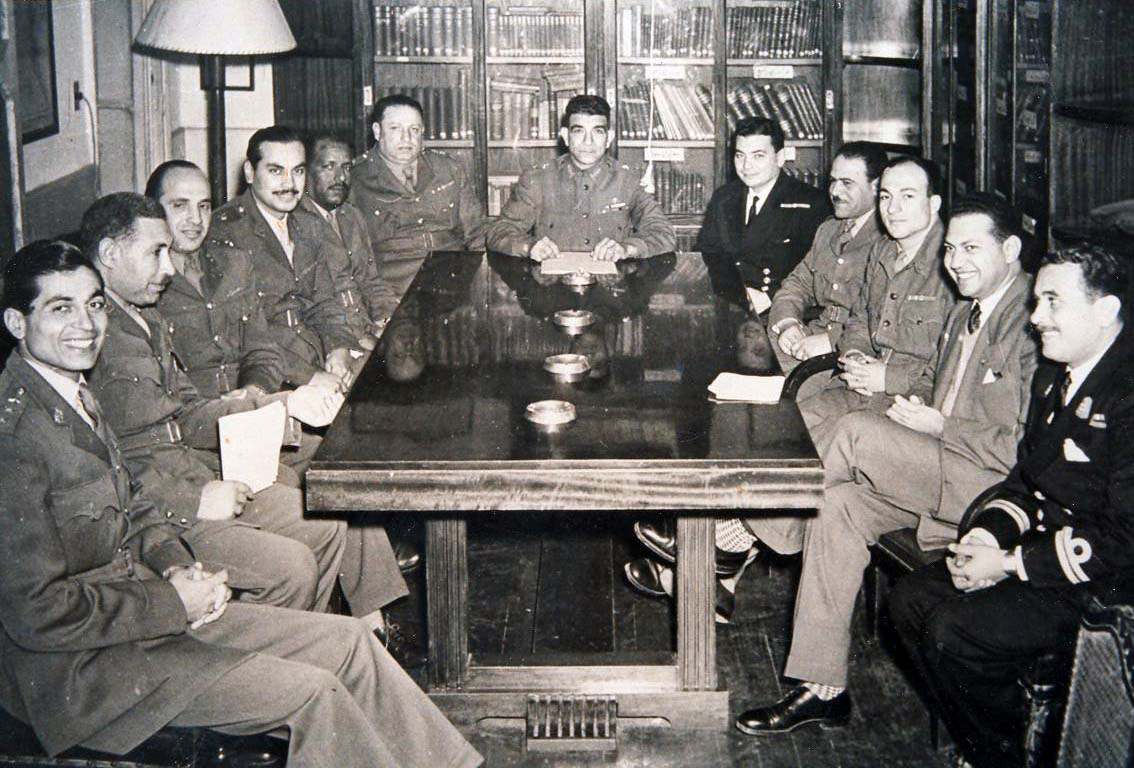
محمد نجيب في نادي الضباط

 يقول ثروت عكاشة – أحد الضباط الأحرار - في كتابه «مذكراتي بين السياسة والثقافة»: «كان اللواء محمد نجيب أحد قادة الجيش المرموقين لأسباب ثلاثة: أولها أخلاقياته الرفيعة، وثانيها ثقافته الواسعة، فهو حاصل على ليسانس الحقوق، وخريج كلية أركان الحرب ويجيد أكثر من لغة، وثالثها شجاعته في حرب فلسطين التي ضرب فيها القدوة لغيره وظفر بإعجاب الضباط كافة في ميدان القتال».
كان اختيار تنظيم الضباط الأحرار لمحمد نجيب سر نجاح التنظيم داخل الجيش، فكان ضباط التنظيم حينما يعرضون على باقي ضباط الجيش الانضمام إلى الحركة كانوا يسألون من القائد، وعندما يعرفوا أنه اللواء محمد نجيب يسارعون بالانضمام. وقال المؤرخ العسكري اللواء جمال حماد وهو أحد الضباط الأحرار أن الحركة لم تكن لتنجح لولا انضمام محمد نجيب إليها لما كان له من سمعة طيبة في الجيش، ولما كان لمنصبه من أهمية، إذ أن باقي الضباط الأحرار كانوا ذوو رتب صغيرة وغير معروفين.

## ترشحه لانتخابات نادي الضباط

محمد نجيب مع مصطفى النحاس

كانت انتخابات نادي الضباط بمثابة الخطوة الفعالة الأولى في طريق ثورة 23 يوليو، فقبل انتخابات النادي كانت اللجنة التنفيذية لتنظيم الضباط الأحرار تعتقد أنه ليس من الممكن القيام بالثورة قبل عام 1955، لكن بعد الانتخابات أحس الضباط بمدى قوتهم. رشح محمد نجيب نفسه رئيسا لمجلس إدارة النادي لجس نبض الجيش واختبار مدى قوة الضباط الأحرار وتحديا للملك، وقبل الملك التحدي ورشح حسين سري عامر. كانت الانتخابات أول اختبار حقيقي لشعبية محمد نجيب داخل الجيش.
ومع طلوع فجر اليوم الأول من يناير 1952 أعلنت النتيجة وحصل محمد نجيب على أغلبية ساحقة شبة جماعية، ولم يحصل منافسوه سوى على 58 صوتا فقط، كانت النتيجة صدمة شديدة للملك فقرر حل مجلس إدارة النادي. كانت الأجواء في مصر مشتعلة نتيجة حادثة حريق القاهرة في 24 يناير، أعقبتها حادثة الإسماعيلية يوم 25 يناير بعد مقتل عدد من أفراد الشرطة، طالبتهم القوات الإنجليزية بتسليم مقراتهم وأسلحتهم ورفضوا، واشتبكوا مع القوات الإنجليزية حتى خلفت أكثر من 40 قتيل، كانت شعبية الملك في تراجع شديد وجعله ذلك في موقف ضعيف، مما سهل الأمر على تنظيم الضباط الأحرار.
قابل محمد نجيب محمد هاشم وزير الداخلية - زوج ابنة رئيس الوزراء - وفي 18 يوليو 1952، بناء على طلب الأخير الذي سأله عن أسباب تذمر الضباط، وعرض عليه منصب وزير الحربية، لكن نجيب رفض وفضل البقاء بالجيش لأنه شك في مخطط يهدف إلى إبعاده عن القوات المسلحة، وخلال حديثهما أخطره محمد هاشم أن هناك 13 اسما لضباط في الجيش قاموا بعمل تنظيم يسمى (الضباط الأحرار)، وأن السرايا الملكية قد تعرفت على 8 أفراد منهم وسيلقى القبض عليهم، مما جعل نجيب يجتمع على عجالة باللجنة العليا لتنظيم الضباط الأحرار للإسراع بتنفيذ الخطة، والتي نفذت في 23 يوليو 1952.

## ثورة 23 يوليو

### مشاركته في الثورة

محمد نجيب في مكتب رئيس الأركان بعد الاستيلاء عليه مع باقي أعضاء مجلس قيادة الثورة

في يوم 19 يوليو 1952 اجتمعت اللجنة العليا للضباط الأحرار ولم يحضرها نجيب حتى لا يلفت أنظار الجهات الأمنية، وكانت الخطة التي عرضت ونوقشت لاحقاً مع محمد نجيب تنص على قيام المجموعات بالتحرك للاستيلاء على قيادات الجيش، وأخذت الخطة تتوسع حتى تحولت إلى السيطرة على الهيئات الحكومية والإذاعة وتحولت لخطة انقلاب عسكري كامل.
كان من المقرر تنفيذ الخطة يوم 8 أغسطس، إلا أن مقابلة نجيب مع وزير الداخلية ساهمت في تطور الأحداث وتقرر التنفيذ في أيام 22 أو 23 يوليو، كان موعد التحرك قد تسرب، وتم إبلاغ حيدر باشا بوجود تحركات من جانب الضباط الأحرار قبل ساعة الصفر، وقام اللواء حسن فريد رئيس أركان الجيش بعقد اجتماع في الساعة العاشرة مساءاً بحضور قيادات الجيش باستثناء اللواء محمد نجيب مدير سلاح المشاة لشكوكهم بأنه على صلة بهذا التنظيم، لكن محمد نجيب علم باجتماع القيادات هذا، وأصدر أوامره لعبد الحكيم عامر باعتقال جميع القادة الموجودين في الاجتماع.
وحدث مالم يتوقعه البعض، إذ قام يوسف صديق قائد كتيبة المدفعية الأولى بالتحرك فعلياً، وقام باعتقال اثنين من القيادات، وأثناء تحرك قواته قابل عبد الناصر وعبد الحكيم عامر وكانا بملابس مدنية وعرف منهما تغيرات الخطة، فتوجهت القوات مباشرة نحو القيادة العامة للجيش، ومع توافد القوات تباعاً تم اعتقال باقي القيادات والسيطرة على الجيش، كان الاتفاق يقضي ببقاء محمد نجيب في منزله على أهبة الاستعداد لاتخاذ أي خطوات بديلة في حال فشل عملية السيطرة، وقام جمال حماد بالاتصال بنجيب ليخبره بنجاح العملية، حيث تم الاستيلاء على القيادة العامة، ومركز الاتصالات، وتحركت المدرعات ودخلت القاهرة، وانتقل اللواء محمد نجيب لمبنى القيادة العامة.

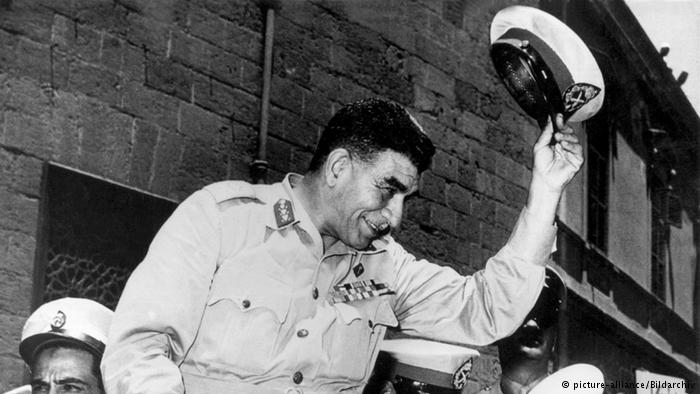
محمد نجيب يحيي الجماهير عقب اندلاع حركة الضباط في يوليو 1952

وفي السابعة من صباح ذلك اليوم أذاع الصاغ محمد أنور السادات بياناً للشعب المصري أعلن فيه اندلاع حركة سلمية بدون دماء قامت بها القوات المسلحة من أجل الأمن القومي على أساس الشرعية الثورية، وتصدرت صورة اللواء محمد نجيب الصفحة الأولى لجريدة «المصري» وفوقها مانشيت: اللواء نجيب يقوم بحركة تطهيرية في الجيش.
كان الملك وقتها يقيم بالإسكندرية وكان هناك رجال الوزارة الذين يسعون لأداء قسم الحكومة الجديدة برئاسة نجيب الهلالي، وعقب سماع البيان اعتقد الملك ورجال السياسة أنها حركة تطهيرية داخل الجيش، قامت وزارة نجيب الهلالي بالتواصل مع اللواء نجيب، والذي نقل له مطالب الحركة وهي: تكليف علي باشا ماهر بتشكيل الحكومة وتعيين محمد نجيب قائداً عامًا للقوات المسلحة وإبعاد الحاشية الملكية والمستشارين عن القصر الملكي.
كانت هذه المطالب مجرد جس نبض للملك والتعرف على وضعه الحالي فيما إذا كان في موقف قوة أم ضعف. كان سقوط قيادة الجيش وخضوعها تحت قيادة نجيب وسيطرة الجيش على أجهزة الدولة بالقاهرة قد حسم موازين القوة لصالحهم، خاصة بعد قيام العديد من الضباط بتأييد الحركة ولم يجد الملك سوى الرضوخ لمطالبهم، وكانت حركة الجيش تحظى بتأييد تنظيمات شعبية منها الإخوان المسلمون، واستقالة حكومة نجيب الهلالي باشا وأصدر الملك قراره لعلي ماهر بتشكيل الحكومة الجديدة، وعُيِّن محمد نجيب قائداً عاماً للقوات المسلحة وتمت ترقيته إلى رتبة فريق.
قام تنظيم الضباط الأحرار بإرسال قوات لمحاصرة قصر الملك في الإسكندرية تمهيداً لعزله، كانت هذه التحركات تتم بحذر نظراً لأن قوات البحرية كانت لا تزال خاضعة للملك وكذلك قوات الحرس الملكي، كما قام مرتضى المراغي بالتلميح إلى نجيب بأن الملك فاروق قد يستعين بالقوات الإنجليزية المتواجدة في منطقة القناة، مما دفع ببعض القوات لمحاصرة طريق القاهرة السويس للتصدي لأي تحركات نحو القاهرة.

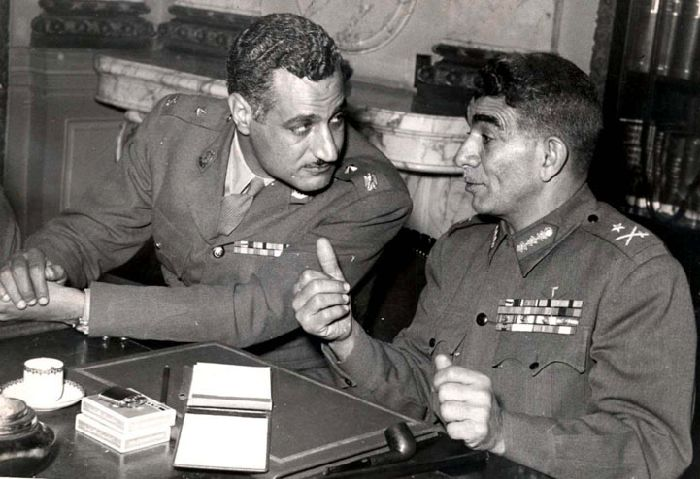
محمد نجيب مع جمال عبد الناصر

لم تثمر جهود الملك في الاستعانة بالبريطانيين أو الأمريكيين بأي نتيجة، وقامت حكومة علي ماهر بأداء القسم يوم 24 يوليو، ووصلت تشكيلات من الجيش الإسكندرية بدون أي مقاومة تذكر، كانت حركة الجيش لا يعرف أحد أهدافها في ذلك الوقت، وفي يوم 25 من يوليو قام محمد نجيب بإبلاغ على ماهر باشا بالإنذار بمطالب الجيش بتنازل الملك فاروق عن العرش لولي عهده الأمير أحمد فؤاد الثاني وضرورة مغادرة البلاد قبل الساعة السادسة مساءاً، كان السفير الأمريكي منزعجاً في ذلك اليوم بعد تردد أنباء عن إطلاق نار على قصر رأس التين مما قد يمثل تصعيداً بالغا وتحديا سافر، إلا أن محمد نجيب أبلغ السفير الأمريكي بأن هذا نتج عن تصور خاطئ من قوات الحرس الملكي، وأن القوات المتواجدة في الإسكندرية مجرد إجراء روتيني لحفظ الأمن.
كان قصر رأس التين محاصرًا، ووسط مخاوف من اندلاع اشتباكات قد تؤدي إلى حرب أهلية، وافق فاروق على المطالب لكونها ستحافظ على العرش في أسرته، وأخبر علي ماهر باشا بموافقته بشرط أن يصطحب معه زوجته وأبناءه وأن يُودع بصورة تليق به كملك وأن تشترك الحكومة وقيادة الجيش في هذا التوديع، وأن تقوم بعض قطع الأسطول المصري بحراسة الباخرة التي سيستقلها حتى وصوله إلى إيطاليا، وقام عبد الرازق السنهوري رئيس مجلس الدولة بإعداد وثيقة التنازل عن العرش، وقام الملك فاروق بتوقيعها وتسليمها لعلي ماهر.
وفي مساء اليوم غادر الملك فاروق على متن سفينة المحروسة وكان في وداعه رجال الدولة وضباط من الجيش وأطلقت البحرية 21 طلقة وعزف السلام الملكي، كان محمد نجيب يريد أن يكون في صفوف المودعين إلا أن الحشود في الشوارع اعترضت طريقه وتأخر عن موعد وصوله، لكنه أصر على توديع الملك بنفسه وصعد نجيب مع زملاءه عل سطح المحروسة، وعقب مغادرة الملك أذيع البيان بشأن تنازل الملك عن العرش لولي عهده، وقيام محمد نجيب بالتنازل عن رتبة الفريق التي حصل عليها لعدم إرهاق الدولة بأعباء راتبه الجديد.

### تولي محمد نجيب رئاسة الوزارة

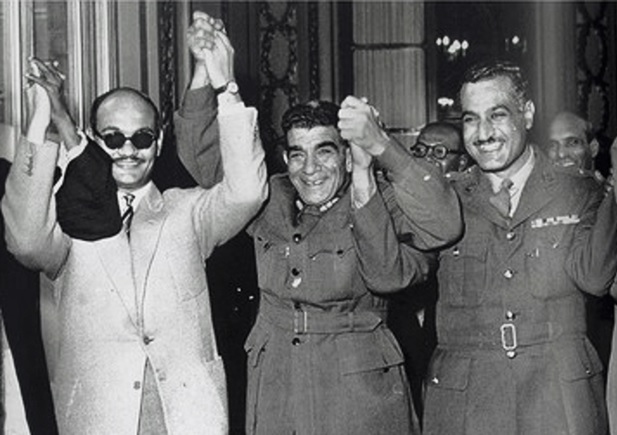
محمد نجيب رافعا يديه مع أعضاء مجلس قيادة الثورة وفي الصورة جمال عبد الناصر وصلاح سالم

وعقب تنازل فاروق، شكل مجلس للوصاية برئاسة الأمير محمد عبد المنعم، وعضوية كل من: بهي الدين بركات باشا والقائممقام رشاد مهنا، صدرت خلال هذه الفترة عدة تشريعات ومنها إلغاء الألقاب المدنية. وبعد مرور 50 يوم ونتيجة للتصادم مع مجلس قيادة الثورة قدمت وزارة علي ماهر استقالتها، وشكلت وزارة جديدة برئاسة محمد نجيب في 8 مارس ليكون أول رئيس وزراء غير مدني، أصدرت وزارة نجيب في 9 سبتمبر قانون الإصلاح الزراعي، وفي 21 صدر قانون تحديد الملكية الزراعية ثم قانون تنظيم الأحزاب، ثم صدر قرار بإلغاء دستور 1923 وصدور مرسوم بحل الأحزاب السياسية في 10 ديسمبر 1952، شُكلت لجنة لصياغة الدستور مكونة من 50 عضواً برئاسة علي ماهر في يناير 1953، وصدر دستور مؤقت في فبراير 1953 ينص على سلطات واضحة لمجلس قيادة الثورة.
اندلعت مظاهرات عارمة في شركة الغزل والنسيج بكفر الدوار في أغسطس 1952 للمطالبة بحقوق العمال، وبعد أحداث شغب وإشعال بعض العمال النار في سيارات الشركة حدثت اشتباكات بين رجال الشرطة والمتظاهرين تدخلت بعض قوات الجيش، وأسفرت الأحداث عن مصرع 8 جنود و5 من العمال وإصابة 28، وجعلت هذه الأحداث الجيش يقوم باتخاذ إجراءات أكثر قسوة فقام بحملة اعتقالات واسعة في صفوف الشيوعيين، وتشكلت محاكمات عسكرية في كفر الدوار برئاسة البكباشي عبد المنعم أمين وأصدرت المحكمة حكمها بالإعدام على كل من: مصطفى خميس ومحمد حسن البقري وصدرت أحكام بالسجن لنحو 11 شخصاً وسط شكوك في نزاهة المحكمة، كان نجيب مترددا في التصديق على الحكم، وطالب مقابلة مصطفى خميس للإفصاح عن أعوانه لكنه رفض، وصدق نجيب على حكم الإعدام الذي نفذ في 7 سبتمبر 1952، قال نجيب في مذكراته «إنني التقيت بهما وكنت مقتنعا ببراءتهما بل وكنت معجبا بشجاعتهما ولكن صدقت على حكم إعدامهما تحت ضغط وزير الداخلية – جمال عبد الناصر – لمنع تكرار مثل هذه الأحداث». أثارت هذه المحاكمة كثيراً من ردود الأفعال المحلية والدولية في ذلك الوقت، وأدت إلى اهتزاز صورة الجيش والحركة المباركة التي حظيت بتأييد شعبي واسع. وأصدر مجلس الوصاية في نفس اليوم 7 سبتمبر قرارًا بإسناد رئاسة الوزراء إلى محمد نجيب بالإضافة إلى شغله منصب وزير الحربية والبحرية.

### إعلان الجمهورية
بالرغم من المشاكل والأحداث التي تعرض لها التنظيم في الشهور التي تلت ثورة يوليو، خاصة مع وجود خلافات داخل صفوف الجيش، إلا أن مجلس قيادة الثورة قد اكتسب قوة كبيرة جعلته يتحكم في مقاليد الأمور، خاصة مع عدم وجود معارضة قوية في ذلك الوقت، وأعلن في 18 يونيو 1953 عن قيام الجمهورية وإلغاء الملكية في مصر، واختير محمد نجيب رئيسًا للجمهورية واحتفظ في نفس الوقت بمنصب رئاسة الوزراء مع تخليه عن منصب وزير الحربية وقيادة الجيش. وأنشئت هيئة التحرير في عهده عام 1953 بعد إلغاء الأحزاب.

## رئيس الجمهورية

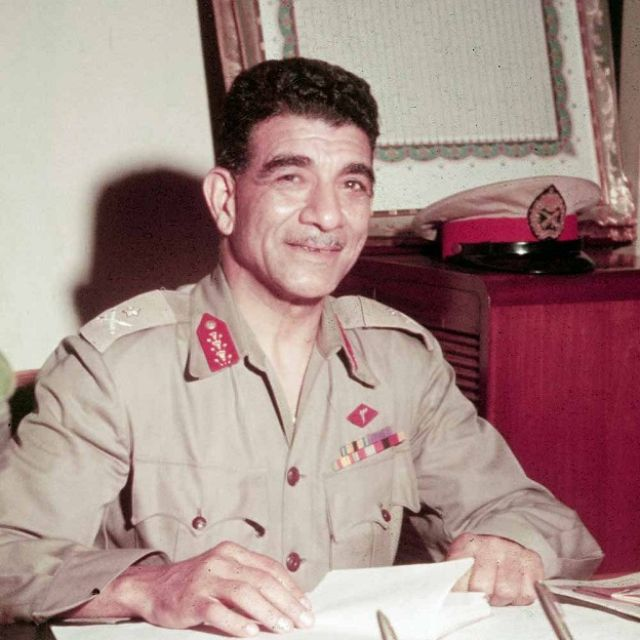
محمد نجيب في مكتب الرئاسة عام 1953

كانت أولى أيام نجيب في الرئاسة مفعمة بالمشاكل والصدام خاصة مع رغبة عبد الناصر في تعيين صديقه عبد الحكيم عامر قائدا عامًا للقوات المسلحة وترقيته مباشرة من رتبة صاغ إلى رتبة لواء، إذ أن هذا القرار كان يتعارض مع قواعد الجيش بسبب تخطيه العديد من الرتب ويتعدى على نظام الأقدمية المتبع في الجيش، ولذلك رفض محمد نجيب هذا الأمر، وظل يقاومه لأكثر من 3 أسابيع حتى رضخ في النهاية أمام قرار المجلس وأصدر قراراه بتعيين عامر.
كانت أولى قرارات نجيب هي إنشاء قوات الحرس الوطني وهي قوة عسكرية قائمة على التطوّع الشعبي كي تكون عونا للجيش النظامي الأساسي في الذود عن استقلال البلاد، كان الخلاف على تعيين عبد الحكيم عامر نقطة تحول بالنسبة لنجيب حيث وجد أن مقاليد السلطة بدأت تتجمع في يد بعض الشخصيات وأصبحت تتمتع بنفوذ وقوة كبيرة، مما جعله يفكر في إرساء الحياة المدنية مرة أخرى وإنهاء سيطرة الجيش على الحكم.

### خلافه مع مجلس قيادة الثورة
بدأ الكثيرون في هذه الفترة يلاحظون تغيرا واضحا في سلوكيات وقرارات ضباط الجيش وأعضاء مجلس قيادة الثورة، حتى شاع بين الضباط أن الثورة طردت ملكا واحدا وجاءت بثلاثة عشر ملك، يقول نجيب في مذكراته قائلاً: لقد خرج الجيش من الثكنات وانتشر في كل المصالح والوزارات المدنية فوقعت الكارثة التي لا نزال نعاني منها إلى الآن في مصر، كان كل ضابط من ضباط القيادة يريد أن يكون قويا. فأصبح لكل منهم «شلة» وكانت هذه الشلة غالبا من المنافقين الذين لم يلعبوا دورا لا في التحضير للثورة ولا في القيام بها. وادعى أيضاً أنه رصد بعض السلوكيات الخاطئة التي يرتكبها بعض الضباط في حق الثورة وفي حق الشعب الذي وثق بهم. فكان أول شيء فعله ضباط القيادة أنهم غيروا سياراتهم الجيب وركبوا سيارات الصالون الفاخرة، وترك أحدهم شقته المتواضعة واستولى علي قصر من قصور الأمراء حتى يكون قريبا من إحدى الأميرات التي كان قصرها قريبا من القصر الذي استولى عليه، وترك ضابط آخر من ضباط القيادة الحبل على الغارب لزوجته التي كانت تعرف كل ما يدور في مجلس القيادة، وتستغل هذا لصالحها ولصالحه، وطارد آخر ناهد رشد زوجة الطبيب بحري يوسف رشاد، طبيب الملك فاروق الخاص. وصدمت هذه التصرفات باقي الضباط الأحرار الذين يتصفون بالمثالية فحمل بعضهم هذه الفضائح وواجهوا بها ضباط القيادة. لكنهم سمعوهم وقرروا التخلص منهم مثلما حدث مع ضباط المدفعية.

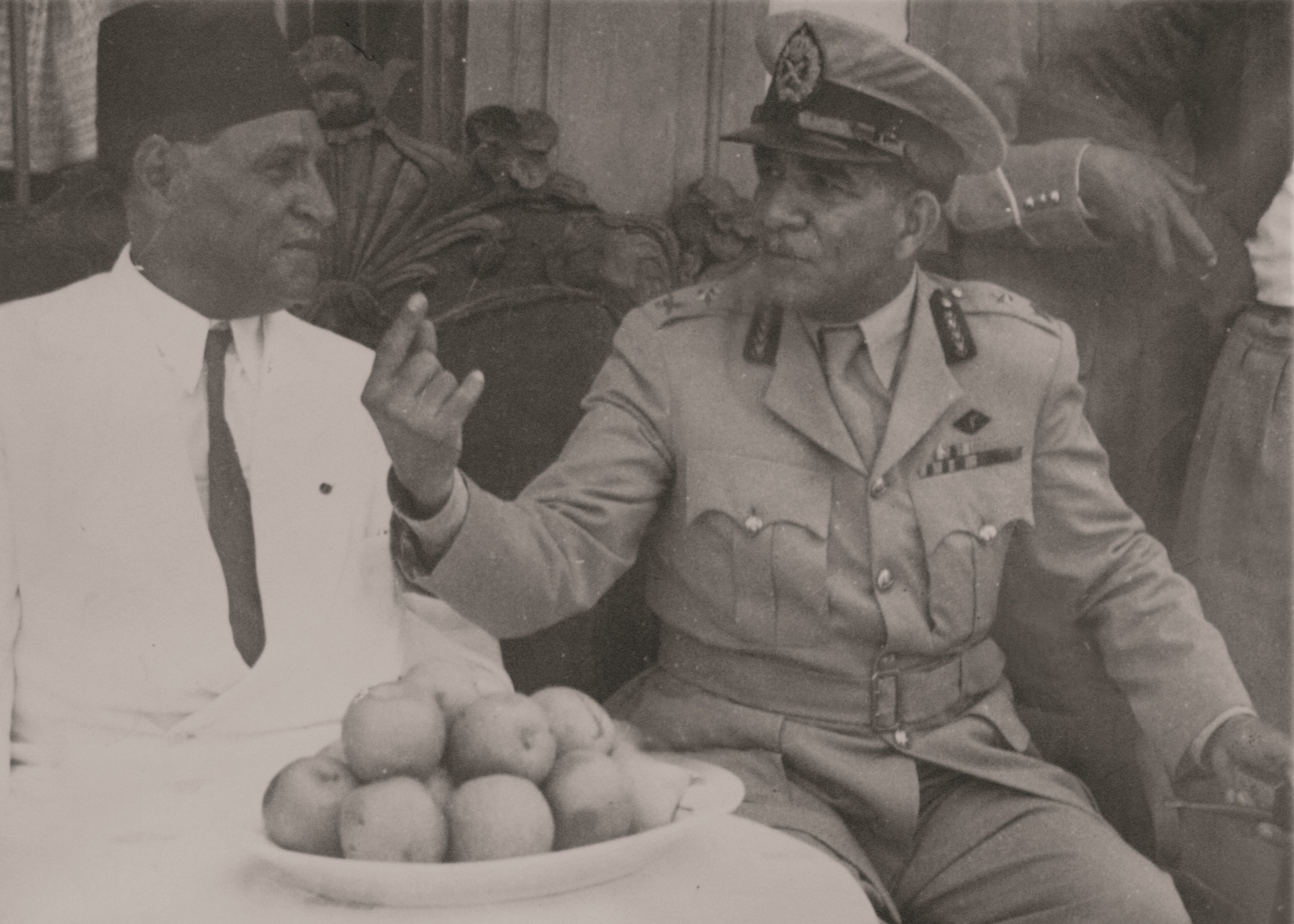
محمد نجيب أثناء زيارته لخان يونس عام 1953، ويظهر على يمينه رئيس بلدية خان يونس في ذلك الوقت عبد الرحمن الفرا

كان أول خلاف بينه وبين ضباط القيادة حول محكمة الثورة التي تشكلت لمحاكمة زعماء العهد الملكي، ثم حدث خلاف ثان بعد صدور نشرة باعتقال بعض الزعماء السياسيين وكان من بينهم مصطفى النحاس، فرفض اعتقال النحاس باشا، لكنه فوجئ بعد توقيع الكشف بإضافة اسم النحاس، وأصدرت محكمة الثورة قرارات ضاعفت من كراهية الناس للثورة ومنها مصادرة 322 فدانا من أملاك زينب الوكيل حرم النحاس باشا، كما حكمت على أربعة من الصحفيين بالمؤبد وبمصادرة صحفهم بتهمة إفساد الحياة السياسية.

ويضاف إلى هذه القرارات قرارات أخرى صدرت رغم أنه رفض التوقيع عليها منها القرار الجمهوري بسحب الجنسية المصرية من ستة من المصريين من الإخوان المسلمين، وزاد الصدام بينه وبين مجلس القيادة عندما اكتشف أنهم ينقلون الضباط دون مشورته، ورفض زكريا محي الدين أن يؤدي اليمين الدستورية أمامه بعد تعيينه وزيرا للداخلية وكذلك رفض جمال سالم. قال محمد نجيب في مذكراته أنه اكتشف أن رجال الثورة كانوا قد عقدوا العديد من الاجتماعات بدونه، كل هذه الأمور دفعته لكي يفكر جديا في تقديم استقالته.

الرئيس المصري محمد نجيب (يمين)، مع يوسف صديق (وسط)

### استقالة فبراير
« بسم الله الرحمن الرحيم
السادة أعضاء مجلس قيادة الثورة.. بعد تقديم وافر الاحترام، يحزنني أن أعلن لأسباب لا يمكنني أن أذكرها الآن أنني لا يمكن أن أتحمل من الآن مسؤوليتي في الحكم بالصورة المناسبة التي ترتضيها المصالح القومية. ولذلك فإني أطلب قبول استقالتي من المهام التي أشغلها، وأني إذ أشكركم على تعاونكم معي أسأل الله القدير أن يوفقنا إلى خدمة بلدنا بروح التعاون والأخوة.»
بهذه العبارات المختصرة قدم محمد نجيب استقالته في 22 فبراير 1954. وفي 25 فبراير أصدر مجلس القيادة بيان قبول استقالة محمد نجيب، وادعى البيان أن محمد نجيب طلب سلطات أكبر من سلطات أعضاء المجلس وأن يكون له حق الاعتراض على قرارات المجلس حتى ولو كانت هذه القرارات قد أخذت بالإجماع، وادعى أيضا أنه اختير قائدا للثورة قبل قيامها بشهرين، وأنه علم بقيام الثورة ليلة 23 يوليو من مكالمة تليفونية من وزير الداخلية فتحرك إلى مبنى القيادة وهناك تقابل مع عبد الناصر الذي وافق على ضمه وتنازل له عن رئاسة المجلس.
لكن بعد إذاعة بيان إقالته على الملأ خرجت الجماهير تحتج عليه وانهالت البرقيات على المجلس ودور الصحف ترفض الاستقالة. واندلعت المظاهرات التلقائية في القاهرة والأقاليم لمدة ثلاثة أيام تؤيد نجيب وكانت الجماهير تهتف (محمد نجيب أو الثورة) وفي السودان اندلعت مظاهرات جارفة تهتف (لا وحدة بلا نجيب)، وانقسم الجيش بين مؤيد لعودة محمد نجيب وإقرار الحياة النيابية وبين المناصرين لمجلس قيادة الثورة.
وكان سلاح الفرسان أكثر أسلحة الجيش تعاطفا مع محمد نجيب، وأشرفت البلاد على حرب أهلية وتداركا للموقف أصدر مجلس القيادة بيانا الساعة السادسة من مساء 27 فبراير 1954 جاء فيه «حفاظا على وحدة الأمة يعلن مجلس قيادة الثورة عودة محمد نجيب رئيسا للجمهورية وقد وافق سيادته على ذلك»، وعاد محمد نجيب مجدداً إلى منصبه كرئيس للجمهورية.
وبالرغم من بيان مجلس الثورة الذي اتسم بعدائية واضحة إلا أنه لم يتخذ قرارا بهذا الشأن، حتى أن اليوزباشي رياض قائد الحرس الخاص بنجيب عرض عليه التحرك والتحفظ على أعضاء مجلس قيادة الثورة، إلا أن نجيب رفض هذه الفكرة منعاً للصدام المباشر، إلا أن محمد نجيب صرح لاحقاً عقب نكسة 1967 بأنه نادم بشدة على عدم حسم هذا الأمر في وقته، حيث كان يتمتع بشعبية كبرى وولاء العديد من القيادات له. وأصدر مجلي قيادة الثورة في 8 مارس 1954 قرارًا بتشكيل حكومة جديدة برئاسة

### أزمة مارس 1954

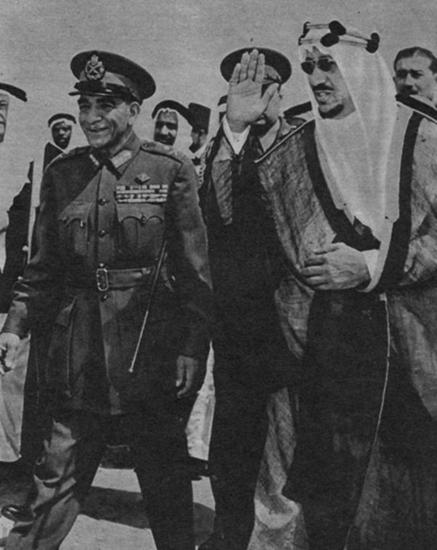
محمد نجيب لدى استقباله الملك سعود بن عبد العزيز

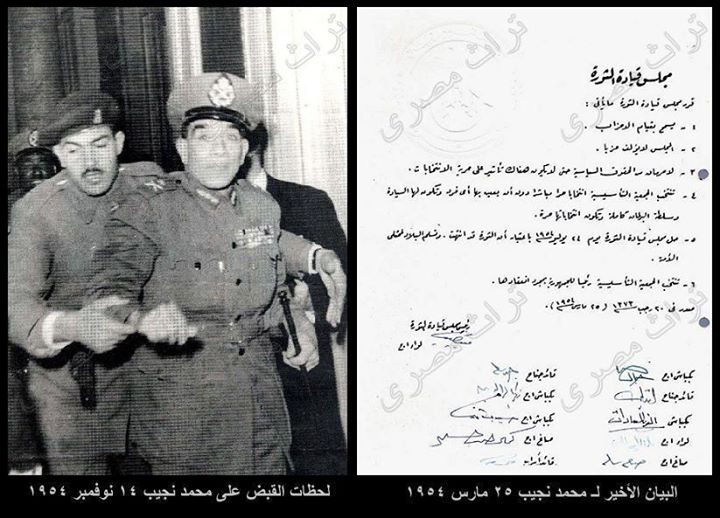
آخر تصريح لمحمد نجيب قبل اعتقاله عام 1954م

يرى البعض أن أزمة مارس لم تكن مجرد صراع علني على السلطة بين محمد نجيب وأعضاء مجلس قيادة الثورة بل كانت الأزمة أكثر عمقا، كانت صراعا بين اتجاهين مختلفين اتجاه يطالب بالديمقراطية والحياة النيابية السليمة تطبيقا للمبدأ السادس للثورة (إقامة حياة ديمقراطية سليمة)، وكان الاتجاه الآخر يصر على تكريس الحكم الفردي وإلغاء الأحزاب وفرض الرقابة على الصحف، بينما يرى آخرون أن الأزمة كانت مجرد صراع على السلطة بين محمد نجيب وجمال عبد الناصر.
كانت ضربة البداية في أزمة مارس من جانب محمد نجيب الذي بدأ فور عودته إلى الحكم مشاوراته مع مجلس القيادة للتعجيل بعودة الحياة البرلمانية، وصدرت قرارات في ليلة 5 مارس ركزت على ضرورة عقد جمعية لمناقشة الدستور الجديد وإقراره، وإلغاء الأحكام العرفية والرقابة على الصحف والإفراج عن جميع المعتقلين السياسيين. كانت هذه القرارات في صالح عودة الحياة الديمقراطية، وهنا أدرك الفريق المعادي لمحمد نجيب أن كل الخطط التي أعدت للإطاحة به مهددة بالفشل، فبدأ يدبر مخططات أخرى من شأنها الالتفاف على قرارات 5 مارس والعودة إلى الحكم الفردي.
اجتمع مجلس قيادة الثورة كاملا في 25 مارس 1954 وانتهى الاجتماع إلى إصدار القرارات التالية: السماح بقيام الأحزاب، مجلس قيادة الثورة لا يؤلف حزبا، لا حرمان من الحقوق السياسية حتى لا يكون هناك تأثير على الانتخابات، تنتخب الجمعية التأسيسية انتخابا حرا مباشرا بدون تعيين أي فرد وتكون لها سلطة البرلمان كاملة والانتخابات حرة، حل مجلس الثورة في 24 يوليو المقبل باعتبار الثورة قد انتهت وتسلم البلاد لممثلي الأمة، تنتخب الجمعية التأسيسية رئيس الجمهورية بمجرد انعقادها.

الرئيس محمد نجيب مع الدكتور عبد الرازق السنهوري رئيس مجلس الدولة المصري والذي تم الاعتداء عليه أثناء المظاهرات

وقد ضاعف من قلة حيلة محمد نجيب انشغاله مع الملك سعود بن عبد العزيز الذي كان يزور مصر وقتها، بينما كان معارضوه يدبرون لتوجيه الضربة القاضية إلى محمد نجيب، فنشرت الصحف أن هناك اتصالات سرية بين محمد نجيب والوفد.

خرجت أغرب مظاهرات في التاريخ تهتف بسقوط الديمقراطية والأحزاب والرجعية في يوم 28 مارس 1954، ودارت المظاهرات حول البرلمان والقصر الجمهوري ومجلس الدولة وكررت هتافاتها ومنها «لا أحزاب ولا برلمان»، ووصلت الخطة السوداء ذروتها، عندما اشترت مجموعة عبد الناصر صاوي أحمد صاوي رئيس اتحاد عمال النقل ودفعوهم إلى عمل إضراب يشل الحياة وحركة المواصلات، وشاركهم فيها عدد كبير من النقابات العمالية وخرج المتظاهرون يهتفون "تسقط الديمقراطية تسقط الحرية"، وقد اعترف الصاوي بأنه حصل على مبلغ 4 آلاف جنيه مقابل تدبير هذه المظاهرات. ربح أعضاء مجلس قيادة الثورة المعركة ضد محمد نجيب وصدرت قرارات جديدة تلغي قرارات 25 مارس. تخلى محمد نجيب عن منصب رئاسة الوزراء في 17 أبريل، وكلف مجلس الثورة عبد الناصر بتشكيل الحكومة.

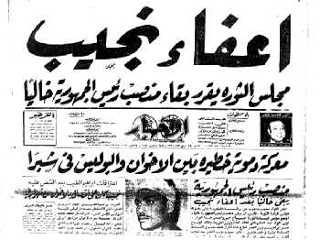
خبر إعفاء نجيب من جريدة الأخبار عام 1954

### إعفاؤه من الرئاسة
خسر محمد نجيب في معركة مارس 1954 والواقع أنها لم تكن خسارته فقط وإنما كانت خسارة لمسيرة الديمقراطية في وادي النيل، أصر نجيب على الاستقالة لكن عبد الناصر عارض بشدة استقالة نجيب خشية أن تندلع مظاهرات مثلما حدث في فبراير 1954، ووافق محمد نجيب على الاستمرار إنقاذا للبلاد من حرب أهلية ومحاولة إتمام الوحدة مع السودان.
توجه محمد نجيب من بيته في شارع سعيد بحلمية الزيتون إلى مكتبه بقصر عابدين في يوم 14 نوفمبر 1954، لاحظ عدم أداء ضباط البوليس الحربي التحية العسكرية، وعندما نزل من سيارته داخل القصر فوجئ بالصاغ حسين عرفة من البوليس الحربي ومعه ضابطان و10 جنود يحملون الرشاشات يحيطون به، فصرخ في وجه حسين عرفة طالبا منه الابتعاد حتى لا يتعرض جنوده للقتال مع جنود الحرس الجمهوري، فاستجاب له ضباط وجنود البوليس الحربي، لاحظ محمد نجيب وجود ضابطين من البوليس الحربي يتبعانه أثناء صعوده إلى مكتبه نهرهما فقالا له إن لديهما أوامر بالدخول من الأميرالاي حسن كمال، كبير الياوران، فاتصل هاتفيا بجمال عبد الناصر ليشرح له ما حدث، فأجابه عبد الناصر بأنه سيرسل عبد الحكيم عامر القائد العام للقوات المسلحة ليعالج الموقف بطريقته.

وجاءه عبد الحكيم عامر وقال له في خجل «إن مجلس قيادة الثورة قرر إعفاءكم من منصب رئاسة الجمهورية فرد عليهم «أنا لا أستقيل الآن لأني بذلك سأصبح مسؤولا عن ضياع السودان أما إذا كان الأمر إقالة فمرحبا». وأقسم اللواء عبد الحكيم عامر أن إقامته في فيلا زينب الوكيل لن تزيد عن بضعة أيام ليعود بعدها إلى بيته، لكنه لم يخرج من الفيلا طوال 30 عاما.

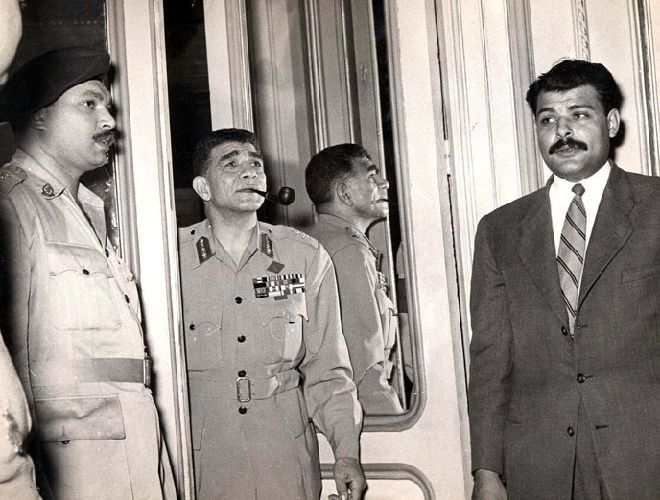
محمد نجيب لحظة خروجه من قصر الرئاسة بعد إقالته في 14 نوفمبر 1954

 خرج محمد نجيب من مكتبه في هدوء مع حسن إبراهيم في سيارة إلى معتقل المرج. وحزن على الطريقة التي خرج بها فلم تؤدى له التحية العسكرية ولم يطلق البروجي لتحيته، وقارن بين وداعه للملك فاروق الذي أطلق له 21 طلقة وبين طريقة وداعه. فعندما وصل إلى فيلا زينب الوكيل بضاحية المرج، سارع الضباط والعساكر بقطف ثمار الفاكهة من الحديقة. وحملوا من داخل الفيلا كل ما بها من أثاث وسجاجيد ولوحات وتحف وتركوها خالية تماماً، كما صادروا أثاث فيلا زينب الوكيل صادروا أوراق اللواء نجيب وتحفه ونياشينه ونقوده التي كانت في بيته. ومنعه تماما من الخروج أو من مقابلة أيا كان حتى عائلته. وفي اليوم التالي 15 نوفمبر نُشر قرار مجلس الثورة الذي صدر في اليوم الذي سبقه، بعزل محمد نجيب عن رئاسة الجمهورية مع بقاء المنصب شاغرًا.

## تحديد إقامته
أقيمت حول الفيلا حراسة مشددة، وفرض على جميع من بالمنزل عدم الخروج في الفترة من الغروب إلى الشروق، وكان عليهم أن يغلقوا النوافذ في عز الصيف تجنبا للصداع الذي يسببه الجنود، اعتاد الجنود أن يطلقوا الرصاص في منتصف الليل وفي الفجر، كانوا يؤخرون عربة نقل الأولاد إلى المدرسة فيصلون إليهم متأخرين ولا تصل العربة إليهم في المدرسة إلا بعد مدة طويلة من انصراف كل من فيها.

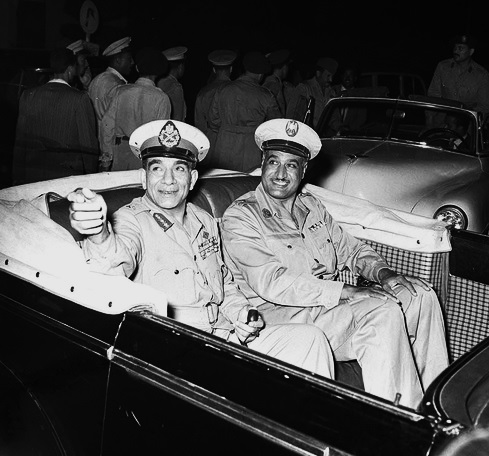
محمد نجيب وجمال عبد الناصر في بدايات الثورة

كانت غرفته في فيلا المرج مهملة بها سرير متواضع يكاد يختفي من كثرة الكتب الموضوعة عليه، وكان يقضي معظم أوقاته في هذه الحجرة يداوم على قراءة الكتب المختلفة في شتى أنواع العلوم، خاصة الطب والفلك والتاريخ، ويقول محمد نجيب: «هذا ما تبقي لي، فخلال الثلاثين سنة الماضية لم يكن أمامي إلا أن أصلي أو أقرأ القرآن أو أتصفح الكتب المختلفة».
أثناء العدوان الثلاثي على مصر عام 1956 نقل من معتقل المرج إلى مدينة طما في سوهاج بصعيد مصر وقيل إنه كان من المقرر قتله في حاله دخول الإنجليز القاهرة وذلك بعد أن سرت إشاعة قوية تقول إن إنجلترا ستسقط بعض جنود المظلات على فيلا زينب الوكيل في المرج لاختطاف محمد نجيب وإعادة فرضه رئيسا للجمهورية من جديد بدلا من الرئيس جمال عبد الناصر ولكن بعد فشل العدوان تم إعادته إلى معتقل المرج. وجرى التنكيل به حتى إن أحد الحراس ضربه على صدره في نفس مكان الإصابة التي تعرض لها في حرب 1948 مما سببت في حزن عميق لدى محمد نجيب، وأثناء نكسة 1967 أرسل برقية لجمال عبد الناصر يطلب منه السماح له بالخروج في صفوف الجيش باسم مستعار إلا أنه لم يتلق أي رد منه.

## الإفراج عنه

محمد نجيب مع أنور السادات في بدايات الثورة

ظل محمد نجيب حبيس فيلا المرج حتى أمر بإطلاق سراحه الرئيس محمد أنور السادات عام 1971. ورغم هذا ظل السادات يتجاهله تماما كما تجاهله باقي أعضاء مجلس قيادة الثورة. يقول محمد نجيب في مذكراته:
« قال لي السادات: أنت حر طليق، لم أصدق نفسي هل أستطيع أن أخرج وأدخل بلا حراسة؟ هل أستطيع أن أتكلم في الهاتف بلا تنصت؟ هل أستطيع أن أستقبل الناس بلا رقيب؟  لم أصدق ذلك بسهولة. فالسجين في حاجة لبعض الوقت ليتعود على سجنه، وفي حاجة لبعض الوقت ليعود إلى حريته. وانا لم أكن سجينا عاديا كنت سجينا يحصون أنفاسه. ويتنصتون على كلماته ويزرعون الميكرفونات والعدسات في حجرة معيشته. وكنت أخشى أن أقترب من أحد حتى لا يختفي. وأتحاشى زيارة الأهل والأصدقاء حتى لا يتعكر صفو حياتهم. وأبتعد عن الأماكن العامة حتى لا يلتف الناس حولي، فيذهبون وراء الشمس، ولكن بعد فترة وبالتدريج عدت إلى حريتي وعدت إلى الناس وعدت إلى الحياة العامة، ويا ليتني ما عدت. فالناس جميعا كان في حلقها مرارة من الهزيمة والاحتلال. وحديثهم كله شكوى وألم ويأس من طرد المحتل الإسرائيلي. وبجانب هذه الأحاسيس كانت هناك أنات ضحايا الثورة. الذين خرجوا من السجون والمعتقلات ضحايا القهر والتلفيق والتعذيب. وحتى الذين لم يدخلوا السجون ولم يجربوا المعتقلات، ولم يذوقوا التعذيب والهوان كانوا يشعرون بالخوف، ويتحسبون الخطى والكلمات. وعرفت ساعتها كم كانت جريمة الثورة في حق الإنسان المصري بشعة».
كان ما يسلي محمد نجيب طوال سنوات الإقامة الجبرية في المرج تربية القطط والكلاب. واعتبر القطط والكلاب أكثر وفاءا من البشر واحتفظ نجيب بصورة نادرة لكلبة ترقد علي جنبها وترضع منها قطة فقدت أمها، وهذه الصورة كما قال نجيب دليل على أن الحيوانات أكثر ليونة ورقة في التخلص من شراستها من البشر. وحينما توفي أحد كلابه دفنه في الحديقة وكتب على شاهد القبر: هنا يرقد أعز أصدقائي.

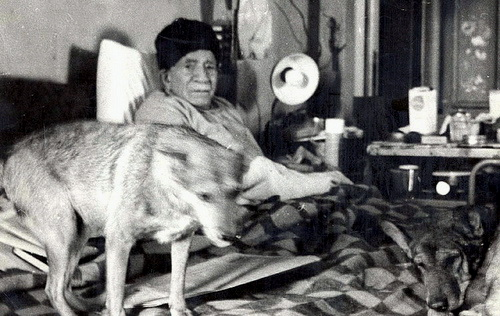
محمد نجيب أثناء تحديد إقامته

يقول محمد نجيب: « لقد كان هؤلاء الأصدقاء الأوفياء سلوى وحدتي في سنوات الوحدة تلك السنوات المرة التي وصلت فيها درجة الافتراء إلى حد إشاعة خبر وفاتي وقد سمعت هذا الخبر بأذني من إذاعات العالم. وقرأته بعيني في كتاب ضباط الجيش في السياسة والمجتمع والذي وضعه كاتب إسرائيلي يدعى اليزير بيير أن محمد نجيب توفي عام 1966 !!!»، وكان كثيرًا ما كان يردد: « ماذا جنيت لكي يفعلوا بي كل هذا؟».
أمر الرئيس حسني مبارك بتاريخ 21 أبريل 1983 تخصيص فيلا في حي القبة بمنطقة قصر القبة بالقاهرة لإقامة محمد نجيب، بعدما صار مهددا بالطرد من قصر زينب الوكيل نتيجة لحكم المحكمة لمصلحة ورثتها الذين كانوا يطالبون بالقصر، وهو القصر الذي عاش فيه لمدة 29 سنة منها 17 سنة وهو معتقل. وحينما سأله بعض الإعلاميين كيف يخرج من جديد إلى الحياة العامة قال وقتها: « إلى أين أذهب بعد 30 سنة لم أخرج فيها إلى الحياة. ليس لدي معارف أو أحد يهتم بي. أنا أعيش هنا وحدي بعد أن مات اثنان من أولادي ولم يبق غير واحد منهم، فإلى أين أذهب؟».

## وفاته

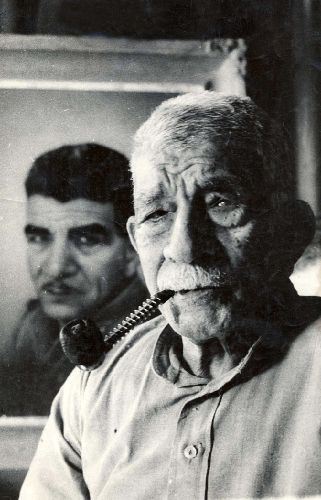
محمد نجيب في أواخر أيامه

تُوفي محمد نجيب في 28 أغسطس 1984 بعد دخوله في غيبوبة في مستشفى المعادي العسكري بالقاهرة، إثر مضاعفات تليف الكبد. بعد أن كتب مذكراته شملها كتابه «كنت رئيسًا لمصر»، ويشهد له أن كتابه خلا من أي اتهام لأي ممن عزلوه. على الرغم من رغبة محمد نجيب في وصيته أن يدفن في السودان بجانب أبيه، إلا أنه دفن في مصر بمقابر شهداء القوات المسلحة في جنازة عسكرية مهيبة، من مسجد رابعة العدوية بمدينة نصر وحمل جثمانه على عربة مدفع، وقد تقدم الجنازة الرئيس المصري آنذاك حسني مبارك شخصيا وأعضاء مجلس قيادة الثورة الباقين على قيد الحياة.

## حياته الشخصية
تزوج من زينب أحمد وأنجب منها ابنته سميحة التي توفيت وهي بالسنة النهائية بكلية الحقوق عام 1950. وبعد طلاقه منها تزوج من عائشة محمد لبيب عام 1934 وأنجب منها ثلاث أبناء: فاروق وعلي ويوسف.

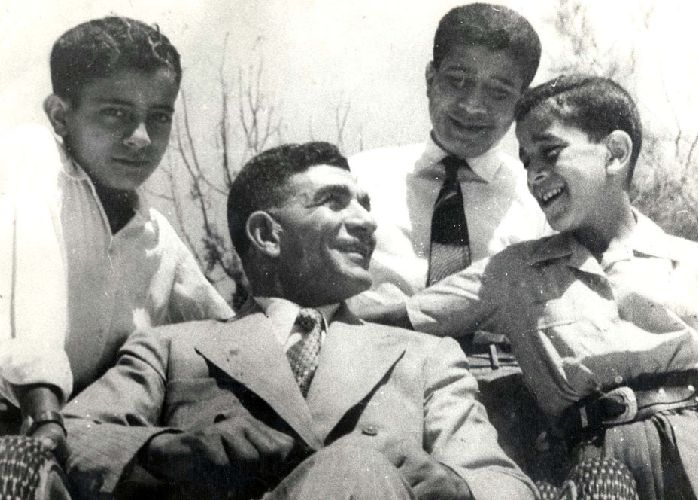
محمد نجيب مع أبنائه من اليمين يوسف وفاروق وعلي

كان علي الابن الثاني لمحمد نجيب يدرس في ألمانيا وكان له نشاط واسع ضد الأنشطة الصهيونية هناك. كان يقيم المهرجانات التي يدافع فيها عن مصر والثورة وعن حق الفلسطينيين ولم يعجبهم هذا الكلام، وفي ليلة كان يوصل زميلا له فإذا بعربة جيب بها ثلاثة رجال وامرأة تهجم عليه وتحاول قتله، وعندما هرب جرت وراءه السيارة وحشرته بينها وبين الحائط نزل الرجال الثلاث وأخذوا يضربونه حتى خارت قواه ونزف حتى الموت، ونقل جثمانه إلى مصر فطلب اللواء نجيب أن يخرج من معتقله ليستقبل نعش ابنه ويشارك في دفنه لكنهم رفضوا. كان هذا في عام 1968.
ولم يسلم فاروق الابن الأول من نفس المصير، فقد استفزه أحد المخبرين الذين كانوا يتابعونه وقال له: ماذا فعل أبوك للثورة. لا شيء. إنه لم يكن أكثر من خيال مآتة ديكور واجهة لا أكثر ولا أقل. فلم يتحمل فاروق هذا الكلام وضرب المخبر، ويومها لم ينم فاروق في البيت فقد دخل ليمان طره وبقي هناك خمسة أشهر ونصف خرج بعدها محطما منهارا ومريضا بالقلب وبعد فترة قليلة مات. أما الابن الثالث يوسف فكان يعمل في شركة المقاولون العرب بالإسكندرية وفُصل بقرار من عبد الناصر، ثم عمل كسائق تاكسي فيما بعد، وتوفي عام 1988.

## الأوسمة والنياشين
حصل على نجمة فؤاد العسكرية الأولى وحصل معها أيضًا على رتبة البكوية. وبعد 30 عامًا من وفاته، في ديسمبر من عام 2013 منح الرئيس المؤقت عدلي منصور قلادة النيل لاسم الرئيس محمد نجيب تسلمها حفيده محمد يوسف محمد نجيب.

## مآثره وتكريمه

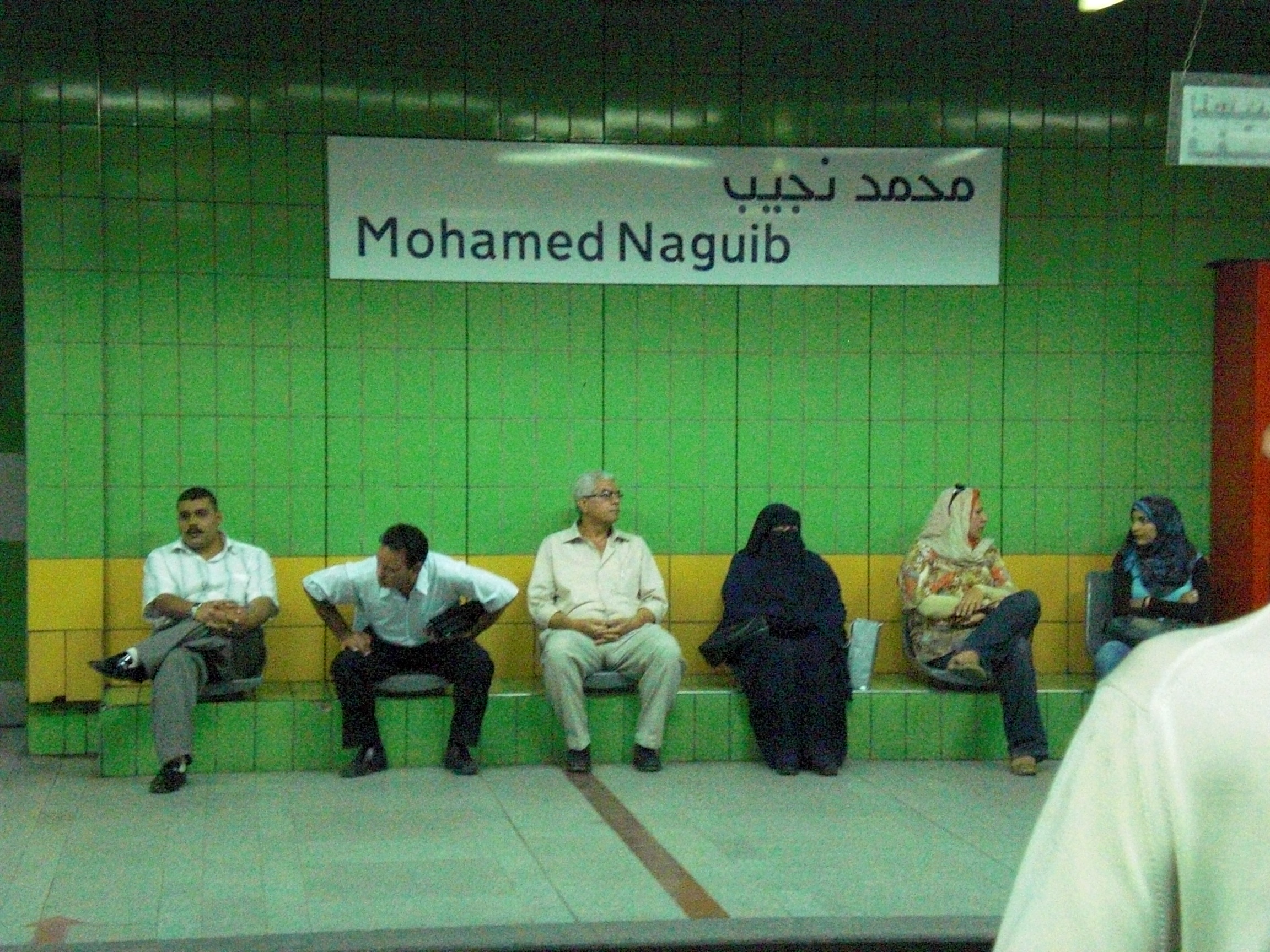
محطة مترو الأنفاق بعابدين، التي سميت بمحمد نجيب

يعتبر محمد نجيب من أكثر الشخصيات السياسية التي تعرضت لأقصى أنواع التهميش، بالرغم من أنه كان ذات يوم رئيساً للدولة وقائدا عامًا للجيش ومكانته العسكرية السابقة، إلا أنه -بعد الإطاحة به من الرئاسة- شطب اسمه من الوثائق وكافة السجلات والكتب، وكان يذكر في الوثائق والكتب أن عبد الناصر هو أول رئيس لمصر، ومنع ظهوره أو ظهور اسمه تمامًا طوال 30 عامًا حتى اعتقد الكثير من المصريين أنه توفي.
في عهد الرئيس حسني مبارك بدأ اسمه يظهر في الكتب المدرسية على استحياء كما أطلق اسمه على إحدى الميادين في مدينة كفر الزيات بالغربية ومدرستين بالإسكندرية بسيدى بشر والأخرى بالهانوفيل، وأطلق اسمه على إحدى محطات القطارات في القاهرة (محطة مترو محمد نجيب).
افتتح في 24 سبتمبر 2007 متحف خاص بمحمد نجيب في القرية الفرعونية تضم مقتنياته وعدد كبير من الصور. رئيس من مصر عنوان الفيلم المزمع تصويره عن قصة حياة الرئيس محمد نجيب، ثورة 25 يناير 2011 في مصر ظهرت دعوات لإنصافه وإعطائه حقه تاريخيا بتعديل بعض كتب التاريخ الدراسية وإثبات أنه «أول رئيس لجمهورية مصر العربية وليس عبد الناصر» كما كان الوضع عليه.

## مؤلفاته
- رسالة عن السودان 1943
- مصير مصر (بالإنجليزية) 1955
- كلمتي للتاريخ 1975
- كنت رئيسا لمصر (مذكرات محمد نجيب 1984)[وب 27][وب 28][وب 29]

## في الصحافة والسينما
في الصحافة

صورة محمد نجيب على غلاف مجلة تايم الأمريكية عدد سبتمبر 1952.

وضعت مجلة تايم الأمريكية في عدد سبتمبر 1952 صورة محمد نجيب على غلافها بتعليق «رجل مصر نجيب» و«لقد حصلنا على كفايتنا من الفساد». أما جريدة الأهرام وفي عددها الصادر يوم 27 يوليو 1952 وبعد رحيل الملك فاروق بيوم واحد، نشرت أول صورة تظهر للمصريين لقائد الحركة محمد نجيب ولم تكن فوتوغرافية، وإنما كانت بورتريه من رسم الشيخ عبد المجيد وافي رسام الأهرام.
في السينما
في فيلم اللص الشريف عام 1953 ذكر اسم محمد نجيب في أحد المونولوجات التي أداها إسماعيل يس ولكن هذا المونولوج صار بعد ذلك ممنوعاً من التداول والذي تقول كلماته: « 20 مليون وزيادة.. الجيش ونجيب عملوا الترتيب». وكان يقصد برقم 20 مليوناً عدد سكان مصر في مطلع الخمسينيات، أما كلمة «الترتيب» فلقد استخدمت كبديل لكلمة «ثورة»، لأن تعبير «ثورة» لم يطلق على 23 يوليو إلا بعد عامين من قيام حركة الضباط الأحرار.
كما تناولت شخصيته بعدد من الأفلام والمسلسلات منها:
1. مسلسل دموع صاحبة الجلالة سنة 1993 عن قصة للكاتب موسى صبري بطولة فاروق الفيشاوي، وقام فيه بدور نجيب الممثل أمين هاشم.
2. فيلم جمال عبد الناصر بطولة خالد الصاوي وهشام سليم، وقام بدور نجيب الفنان جميل راتب إنتاج 1999.
3. مسلسل العندليب حكاية شعب سنة 2006 عن قصة حياة عبد الحليم حافظ بطولة شادي شامل، وقام بدور نجيب الممثل علي حمدي.[وب 32]
4. مسلسل ناصر سنة 2008 بطولة مجدي كامل قام بدور نجيب الفنان عبد الرحمن أبو زهرة.
5. أوراق مصرية - إنتاج 2003 مسلسل بطولة صلاح السعدني، وقام بدور نجيب الممثل أشرف عبد الغفور.
6. فيلم أيام السادات سنة 2001 عن قصة حياة الرئيس محمد أنور السادات من بطولة أحمد زكي، وقام بدور نجيب الممثل عبد الغني ناصر.[وب 33]

## معرض صور

محمد نجيب 1973م
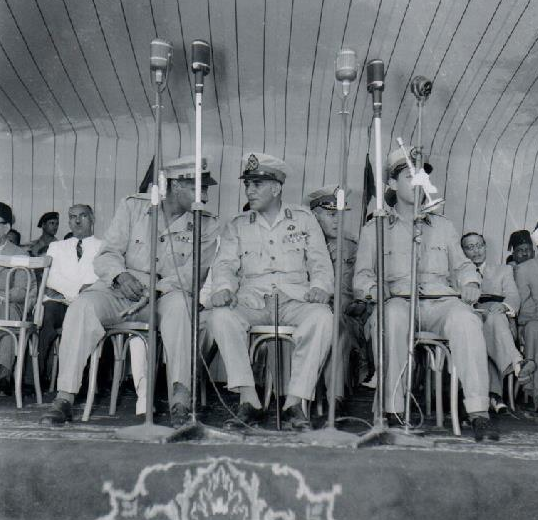
محمد نجيب يحتفل بالذكرى الأولى لثورة يوليو في ميدان التحرير، القاهرة، مصر.
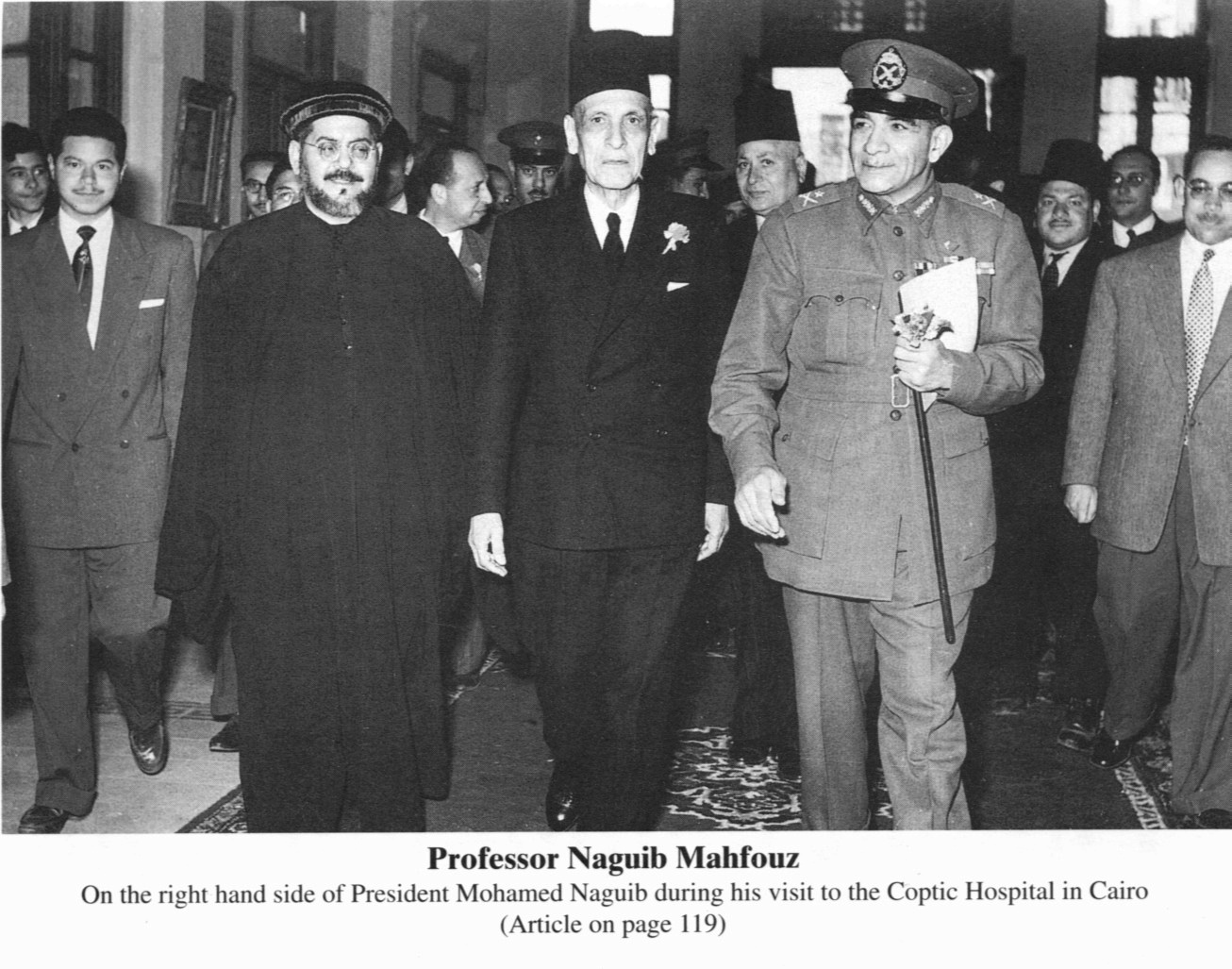
صورة محمد نجيب مع الجراح نجيب باشا محفوظ في زيارة للمستشفى القبطي بالقاهرة.
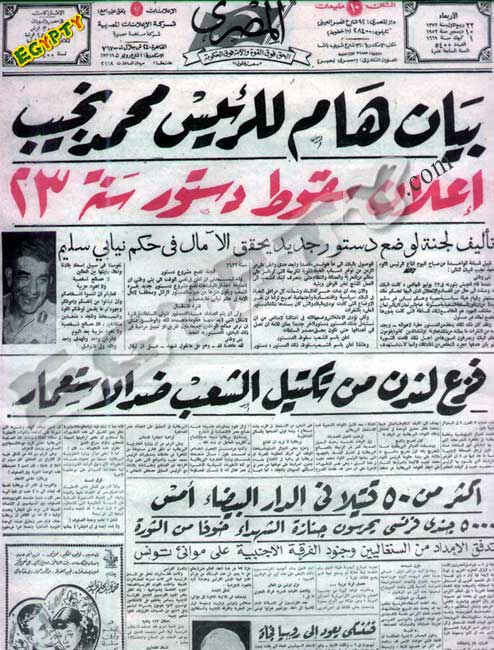
الصفحة الأولى من من صحيفة المصري في 10 ديسمبر 1952، تعرض بيان للرئيس نجيب
عائشة محمد لبيب زوجة محمد نجيب